# Israel Beitenu
Israel Beitenu (en hebreo: ישראל ביתנו) (en español: "Nuestra Casa es Israel"), es un partido político sionista, de derecha, laico y nacionalista de Israel. Su electorado está constituido principalmente por inmigrantes nacidos en la extinta Unión Soviética.
El fundador y actual líder del partido es Avigdor Lieberman. El partido y su líder han sido descritos en el pasado como de extrema derecha, especialmente porque Lieberman dio sus primeros pasos en el Kach, un partido ilegalizado en 1988 por sus posturas manifiestamente antiárabes. Sin embargo, Avigdor Liberman dijo que apoya la creación de un estado palestino. Por lo tanto, el partido reconoce una solución de dos estados, y es un partido secular, con algunos de sus temas defendidos en su programa descritos como "ultraliberales". Estas posiciones están en contradicción con las posiciones políticas tradicionales de la derecha, tanto nacionalistas como religiosas, en Israel.
Para el historiador y periodista estadounidense-israelí Gershom Gorenberg, "Lieberman no es un político de derecha porque habla de ceder tierras. De hecho, incluso está dispuesto a renunciar a tierras cuya soberanía es israelí. [...] Creo que una de las razones por las que la gente dice que Lieberman está en el centro es que no se dan cuenta de que realmente ha redefinido los términos. ". En un artículo de opinión en febrero de 2009 considerado como destinado a la administración de Obama, Avigdor Lieberman declaró que Israel Beytenou no era de extrema derecha ni ultranacionalista.
El ex académico y político israelí Yehuda Ben-Meir escribió en las columnas de Haaretz que no votó y que nunca votaría por Lieberman, pero también criticó la deslegitimación y demonización del partido que viene al partido. Tanto a derecha como a izquierda: "Lieberman no es racista ni fascista, y representarlo como tal es una injusticia para sus electores y un perjuicio para Israel. Lo que es racista es negarle al pueblo judío su propio estado. Algunos miembros árabes de la Knéset hablan constantemente de los derechos del pueblo palestino, incluido su propio estado. Pero al mismo tiempo, se niegan a reconocer a Israel como el estado del pueblo judío y niegan la existencia misma de un pueblo judío como nación con derechos nacionales ... Del mismo modo que debemos condenar los intentos del derecho a emitir La duda sobre el patriotismo de Yossi Beilin y sus colegas en la Iniciativa de Ginebra, tan provocador como este plan puede ser para la mayoría de los israelíes, debemos condenar el lamentable hábito izquierdista de denigrar a Lieberman. La idea de cambiar los límites del estado en un acuerdo de paz puede no ser práctica o aplicable en nuestras circunstancias, pero no podemos negar su legitimidad y significado. Y, en cualquier caso, no tiene nada que ver con el racismo. Lieberman ha declarado públicamente que apoya el principio de la creación de un estado palestino".
Israel Beitenu fue fundado en 1999 por Lieberman, nacido en Moldavia y residente en Israel desde 1978. Lieberman fue militante del Likud, pero lo abandonó al considerar que Benjamín Netanyahu había hecho demasiadas concesiones a los palestinos. En sus primeras elecciones en el mismo año de la fundación, Israel Beitenu obtuvo cuatro diputados en la Knéset. En las elecciones legislativas del 2006, el partido consiguió doce escaños, convirtiéndose en la cuarta fuerza política del país. En octubre del 2006 firmó un acuerdo de coalición con el primer ministro Ehud Ólmert. Según los términos del acuerdo, Lieberman serviría como Ministro de Asuntos Estratégicos. Posteriormente abandonó la coalición y se unió a la oposición.
Entre las propuestas del partido se destaca la de transferir a la población árabe-israelí a Cisjordania, en el marco de un intercambio de territorios y población con la Autoridad Palestina, para así evitar una futura mayoría árabe en el Estado judío a causa del llamado peligro demográfico (la población árabe posee una mayor tasa de natalidad respecto a la población judía). También propone un sistema presidencialista, la promoción de una economía liberal, la exigencia de que la población árabe-israelí le jure fidelidad al Estado judío a condición de perder la ciudadanía si se niega y la posibilidad de que exista el matrimonio civil.

## Líderes del partido
| Líder             | Fotografía | Inicio | Fin      | Otros cargos |
| ----------------- | ---------- | ------ | -------- | --- |
| Avigdor Lieberman |            | 1999   | presente | Ministro de Defensa (2016-2018) Ministro de Relaciones Exteriores (2009-2012; 2013-2015) Vice primer ministro de Israel (2006-2008; 2009-2012) Ministro de Asuntos Estratégicos (2006-2008) Ministro de Transportes (2003-2004) Ministro de Infraestructura Nacional (2001-2002) Diputado del Knéset (1999-presente) |

## Resultados electorales

### Knéset
| Año                | Líder             | Votos         | %     | Escaños | +/- | Gobierno               |
| ------------------ | ----------------- | ------------- | ----- | ------- | --- | ---------------------- |
| 1999               | Avigdor Lieberman | 86 153 (#12)  | 2,60  | 4/120   |     | Oposición              |
| 2003*              | Avigdor Lieberman | 173 973 (#12) | 5,53  | 7/120   | 3   | Gobierno               |
| 2006               | Avigdor Lieberman | 281 880 (#5)  | 8,99  | 11/120  | 4   | Gobierno               |
| 2009               | Avigdor Lieberman | 394 577 (#3)  | 11,70 | 15/120  | 4   | Gobierno               |
| 2013**             | Avigdor Lieberman | 885 054 (#1)  | 23,34 | 13/120  | 2   | Gobierno               |
| 2015               | Avigdor Lieberman | 214 906 (#8)  | 5,10  | 6/120   | 7   | Oposición (2015-2016)  |
| 2015               | Avigdor Lieberman | 214 906 (#8)  | 5,10  | 6/120   | 7   | Gobierno (2016-2018)   |
| 2015               | Avigdor Lieberman | 214 906 (#8)  | 5,10  | 6/120   | 7   | Oposición (2018-2019)  |
| abril de 2019      | Avigdor Lieberman | 173 004 (#7)  | 4,01  | 5/120   | 1   | Elecciones anticipadas |
| septiembre de 2019 | Avigdor Lieberman | 310 154 (#5)  | 6,99  | 8/120   | 3   | Elecciones anticipadas |
| 2020               | Avigdor Lieberman | 263 365 (#7)  | 5,74  | 5/120   | 3   | Oposición              |
| 2021               | Avigdor Lieberman | 248 522 (#8)  | 5,64  | 7/120   | 2   | Gobierno               |
| 2022               | Avigdor Lieberman | 213 655 (#7)  | 4,49  | 6/120   | 1   | Oposición              |

*En estas elecciones, Israel Beitenu fue parte de la coalición Unión Nacional, conformada por ocho partidos políticos de tendencia religiosa y ultranacionalista.
**En estas elecciones, Israel Beitenu participó junto con el partido Likud.